# سلطانة (الدرعية)
سلطانة، هي قرية من فئة (ب) تقع في محافظة الدرعية، والتابعة لمنطقة الرياض في السعودية. وتبعد سلطانة عن محافظة الدرعية بمسافة تقارب (40) كم.